# Magna Charta Universitatum
Magna Charta Universitatum (срп. Велика повеља универзитета) јесте кратак документ од две странице потписан у италијанском граду Болоњи 1988. године. Он експлицитно дефинише кључне принципе који подупиру постојање универзитета као што су академске слободе и институционална аутономија. Документ су потписале високошколске установе у циљу препознавања и величања универзитетске традиције, као и подстицања сарадње међу европским универзитетима. Документ треба да послужи као универзална инспирација и као такав отворен је за све универзитет широм света, а не само оне које се налазе у Европи.
Повељу су установили Универзитет у Болоњи и Европска ректорска конференција (садашња ЕУА) током 1988. године како би обележили 900. рођендан Болоњског универзитета. Имала је 388 потписника, а 2018. године потписало ју је 899 универзитета из 88 земаља.

## Историја
Magna Charta Universitatum Europaeum је званично потписало 388 ректора универзитета 18. септембра 1988 године на Пјаци Мађоре у Болоњи у знак годишњице од девет столећа Болоњског универзитета. Коначни текст документа је израђен јануара 1988. године у Барселони.
Observatory Magna Charta Universitatum је установљена 1998. године, а покренута је 2000. г. Организовала је прву конвенцију годину дана по покретању. Седамдесет и три универзитета су је одмах потписале 18. септембра 2018 чиме је укупан број био 889, а 13 је додато следеће године.